# Karel Šedivý
Karel Borromeus Aloisius Laurentius Šedivý (29. august 1860 i Prag – 7. november 1906 på Frederiksberg) var en en tjekkiskfødt dansk xylograf og tegner, broder til Franz Šedivý.
Karel Šedivý var søn af xylograf Franz Joseph Xaver Šedivý og Therese Josephine Sadlo. Šedivý, der blev uddannet hos faderen, som var en fra Bøhmen indvandret xylograf, virkede næsten udelukkende som tegner og var allerede fra sit 16-17. år brugt af Illustreret Tidende som tegner af marine- og naturbilleder bl.a. fra en rejse for bladet til England og Island. 1886-94 var han ansat ved Illustreret Familie Journal, hvor han navnlig blev bekendt ved nogle fantastiske billeder (Klabautermanden, Paa Havets Bund, Sankt Hansnat), hvortil Holger Drachmann ofte skrev digte. Til samme blad har han desuden tegnet en del katastrofebilleder og naturskildringer samt en række billeder fra Den Nordiske Industri-, Landbrugs- og Kunstudstilling i Kjøbenhavn 1888. Han udstillede på Charlottenborg Forårsudstilling 1880-1885 (3 gange med 4 værker).
I sine senere år udførte han en række akvareller med et vist fransk tilsnit særlig med topografiske motiver fra København og omegn. Arbejder findes i Københavns Bymuseum, Øregaard Museum, Teatermuseet (Røde Kros Teater, 1890), Søllerød Museum, Frederiksborgmuseet, Det Kgl. Biblioteks billedsamling samt i Handels- og Søfartsmuseet på Kronborg.
Han er begravet på Solbjerg Parkkirkegård.

## Udvalgte værker
- Ladegårdsåen (tegning, 1872, Københavns Bymuseum)
- Prinsessegade (akvarel, 1874)
- De seks Søstre ved Børsen (1880)
- Gammel Dok (Illustreret Tidende, 1881/82)
- Christianshavns Kanal (1883)
- Udsigt fra Amalienborg Plads med Marmorkirken (akvarel, 1884, Københavns Bymuseum)
- Møllen på Christianshavns Vold (akvarel, 1885, Københavns Bymuseum)
- Røde Kros teater (maleri, 1890, Teatermuseet)
- Rosenkranskirken, Boyesgade (1895, Det Kongelige Bibliotek)
- Børsgade med De seks Søstre (akvarel, ca. 1895, Københavns Bymuseum)
- Traktørsted på Amager (akvarel, 1904, Københavns Bymuseum)
- Barken Nordlyset i Atlanterhavet (tegning, 1904, Handels- og Søfartsmuseet)

## Galleri
- Prinsessegade (1874)
- De Seks Søstre (1880)
- Christianshavns Kanal (1883)
- Rosenkranskirken i Boyesgade (1895)

## Bibliography
- The Enchanted World: Water Spirits (1985)